# Спендовський Микола Олександрович
Микола Олександрович Спендовський — полковник Збройних Сил України, учасник російсько-української війни, що загинув у ході російського вторгнення в Україну в 2022 році.

## Життєпис
Микола Спендовський народився 1971 року в селі Чернятин (з 2020 року — у Северинівській об'єднаній громаді) Жмеринського району на Вінниччині. Багато років ніс військову службу в різних військових частинах Хмельницької та Одеської областей, брав участь в антитерористичній операції на сході країни. Двічі зазнав серйозних поранень. З початком повномасштабного російського вторгнення в Україну був мобілізований та перебував на передовій. Ніс військову службу на посаді старшого офіцера управління озброєння логістики ОК «Південь»/Operational Command «South». Отримав смертельні поранення 21 березня 2022 року разом з полковником Василем Телегузом під час ворожого обстрілу околиць міста Снігурівка Баштанського району Миколаївської області, коли виконували бойове завдання. Після прощання з офіцерами 14 квітня 2022 року в Будинку офіцерів (м. Одеса) чин прощання відбувся 15 квітня в приміщенні Чернятинського закладу загальної середньої освіти. Поховали Миколу Спендовського цього ж дня на місцевому кладовищі.

## Родина
У загиблого залишилося троє дітей.

## Нагороди
- Орден Богдана Хмельницького III ступеня (2022, посмертно) — за особисту мужність і самовіддані дії, виявлені у захисті державного суверенітету та територіальної цілісності України, вірність військовій присязі[5].